# نیکیتا آناند
نیکیتا آناند (به انگلیسی: Nikita Anand) (زاده ۱۹۸۳) بازیگر هندی است.
از کارهای معروف او می‌توان به بازی در فیلم‌های یک ثانیه، گاهی در زندگی و دوست عزیز هیتلر اشاره کرد.